# Masato Fujita
Masato Fujita (藤田 優人, Fujita Masato) est un footballeur japonais né le 8 mai 1986 à Ōita. Il évolue au poste de défenseur.

## Biographie
Fujita commence sa carrière professionnelle au Tokyo Verdy. Il rejoint le Yokohama F·Marinos en 2010, club où il réalise ses grands débuts en première division. Il signe ensuite au Yokohama FC en 2011.
En janvier 2012, il est transféré au Kashiwa Reysol. Avec ce club il découvre la Ligue des champions de l'AFC.